# Brigitte Haest
Brigitte Haest (* 14. November 1948 als Brigitte Ortner) ist eine ehemalige österreichische Leichtathletin, die sich auf den Sprint spezialisiert hat. Zu Beginn der 70er Jahre gewann sie zwei Medaillen bei Halleneuropameisterschaften.

## Sportliche Laufbahn
Erste internationale Erfahrungen sammelte Brigitte Haest vermutlich im Jahr 1970, als sie bei den erstmals ausgetragenen Halleneuropameisterschaften in Wien mit 7,7 s im Halbfinale im 60-Meter-Lauf ausschied und mit der 2000-Meter-Staffel (1 + 2 + 3 + 4 Runden) in 5:20,8 min den vierten Platz belegte. Zudem gewann sie mit der 4-mal-200-Meter-Staffel in 1:40,8 min gemeinsam mit Maria Sykora, Christa Kepplinger und Hanni Burger die Bronzemedaille hinter den Teams aus der Sowjetunion und der BR Deutschland. 1973 schied sie bei den Halleneuropameisterschaften in Rotterdam mit 7,59 s in der ersten Runde über 60 Meter aus und gewann mit der 4-mal-180-Meter-Staffel in 1:23,33 min gemeinsam mit Christa Kepplinger, Carmen Mähr und Hanni Burger die Silbermedaille hinter dem westdeutschen Team. Im Jahr darauf kam sie bei den Europameisterschaften in Rom mit 12,03 s nicht über die Vorrunde im 100-Meter-Lauf hinaus und 1975 schied sie bei den Halleneuropameisterschaften in Katowice mit 7,47 s im Semifinale über 60 Meter aus. 1976 schied sie bei den Halleneuropameisterschaften in München mit 7,53 s ebenfalls im Halbfinale über 60 Meter aus und 1978 kam sie bei den Halleneuropameisterschaften in Mailand mit 7,56 s nicht über die Vorrunde hinaus. Zudem schied sie im August bei den Freilufteuropameisterschaften in Prag mit 11,89 s in der ersten Runde über 100 Meter aus. Im Jahr darauf schied sie bei den Halleneuropameisterschaften in Wien mit 7,56 s im Vorlauf über 60 Meter aus, wie auch bei den Halleneuropameisterschaften 1980 in Sindelfingen mit 7,54 s. 1981 scheiterte sie bei den Halleneuropameisterschaften in Grenoble mit 6,52 s in der ersten Runde über 50 Meter und 1984 beendete sie dann ihre aktive sportliche Karriere im Alter von 36 Jahren.
In den Jahren 1970, 1976 und 1979 wurde Haest österreichische Staatsmeisterin im 100-Meter-Lauf sowie 1976 und von 1978 bis 1982 auch in der 4-mal-100-Meter-Staffel.

## Persönliche Bestleistungen
- 100 Meter: 11,65 s (−0,9 m/s), 10. August 1979 in Innsbruck
  - 50 Meter (Halle): 6,2 s, 10. Februar 1973 in Böblingen
  - 60 Meter (Halle): 7,46 s, 9. März 1975 in Katowice
- 200 Meter: 24,12 s (−1,4 m/s), 11. August 1979 in Innsbruck